# Дзинаско
Дзина̀ско (на италиански: Zinasco, на местен диалект: Zinasc, Дзинаск) е малко градче и община в Северна Италия, провинция Павия, регион Ломбардия. Разположено е на 84 m надморска височина. Населението на общината е 3262 души (към 2015 г.).